# Dragomir Jordanow
Dragomir Nikonow Jordanow, bułg. Драгомир Никонов Йорданов (ur. 28 września 1967 w Sofii) – bułgarski prawnik i urzędnik państwowy, sędzia, w 2013 minister sprawiedliwości.

## Życiorys
W 1993 ukończył studia prawnicze na Uniwersytecie Sofijskim im. św. Klemensa z Ochrydy. Kształcił się też m.in. w École nationale de la magistrature, na University of Kentucky oraz w National Judicial College przy University of Nevada w Reno. Odbył staż w Europejskim Trybunale Praw Człowieka. Od 1994 do 1999 był aplikantem i sędzią sądów miejskiego oraz regionalnego w Sofii, następnie został dyrektorem ośrodka kształcenia sędziów. Od 2004 był wicedyrektorem ds. programowych, a od 2011 do 2016 dyrektorem instytutu sprawiedliwości NIP w Sofii. W latach 2009–2010 pełnił urząd sędziego kryminalnego w ramach unijnej misji EULEX Kosowo. W marcu 2013 objął stanowisko ministra sprawiedliwości w przejściowym gabinecie Marina Rajkowa, które zajmował do maja tegoż roku.
Żonaty, ma dwoje dzieci.